# Шариф, Абдул Латиф
Абдул Латиф Шариф — мексиканский убийца и насильник. Доказана 1 жертва и предполагается 20—30 жертв.

## Убийства
Мотив был сексуальный. Способами были удушение, ножевые ранения, расчленение тела жертвы. Использовал нож боуи, топор, верёвку, кочергу, мачете и удавку. Периодом предполагаемых убийств были 1990—1999 годы. Предполагаемыми жертвами стали 6 женщин, 1 ребёнок и 20 мужчин.